# Miklós Németh (polityk)
Miklós Németh (ur. 24 stycznia 1948 w Monoku) – węgierski polityk komunistyczny, premier.

## Życiorys
Urodził się w ubogiej rodzinie chłopskiej w miejscowości Monok. Jego rodzina wyznawała raczej antykomunistyczne poglądy. W 1966 roku rozpoczął studia na Uniwersytecie Ekonomicznym Karola Marksa. Studia ukończył w 1971 roku. W 1975 zdobył stypendium i rozpoczął naukę na Uniwersytecie Harvarda w Stanach Zjednoczonych. Po powrocie ze Stanów Zjednoczonych został działaczem rządzącej Węgierskiej Socjalistycznej Partii Robotniczej (MSZMP). W 1987 roku został sekretarzem KC MSZMP, odsuwając tym samym od władzy długoletniego przywódcę partii Jánosa Kádára. Do 1989 r. był też członkiem Biura Politycznego KC MSZMP. Uważany za radykalnego reformatora 24 listopada 1988 został premierem Węgierskiej Republiki Ludowej. Podczas plenum KC MSZMP w czerwcu 1989 wszedł w skład czteroosobowego prezydium, które miało kierować partią do V Zjazdu MSZMP. Na nadzwyczajnym zjeździe w październiku 1989 MSZMP rozwiązała się i powołano Węgierską Partię Socjalistyczną (MSZP), a Miklós Németh pozostał na stanowisku premiera do 23 maja 1990.